# 沃克萨永
沃克萨永（法語：Vauxaillon，法語發音：[voksajɔ̃]）是法国上法蘭西大區埃纳省的一个市镇，属于拉昂区。

## 地理
沃克萨永（49°28'44"N, 3°24'30"E）面积13.77 平方千米，位于法国上法蘭西大區埃纳省，该省份为法国北部内陆省份，北起北部省，西接索姆省和瓦兹省，东临阿登省和马恩省，西南至塞纳-马恩省，东北部与比利时接壤。
与沃克萨永接壤的市镇（或旧市镇、城区）包括：阿勒芒、拉福、朗德里库尔、勒伊苏库西、讷维尔-叙马尔日瓦勒、皮农、泰尔尼-索尔尼、大阿尼济。
沃克萨永的时区为UTC+01:00、UTC+02:00（夏令时）。

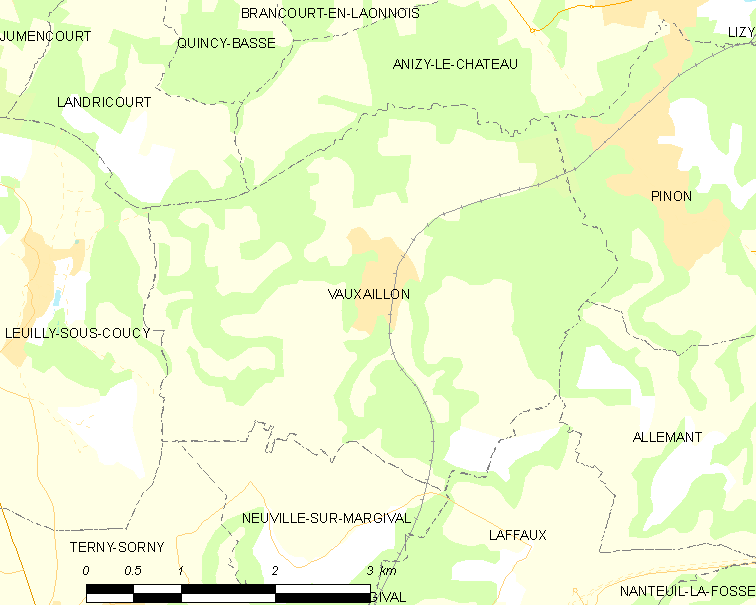
沃克萨永的OSM定位图

## 行政
沃克萨永的邮政编码为02320，INSEE市镇编码为02768。

## 政治
沃克萨永所属的省级选区为拉昂第一县。

## 人口

1962-2008年间沃克萨永人口变化图示

沃克萨永于2022年1月1日时的人口数量为504人。